# Gnathorhynchus krogeni
Gnathorhynchus krogeni is een platworm (Platyhelminthes). De worm is tweeslachtig. De soort leeft in het zoute water.
Het geslacht Gnathorhynchus, waarin de platworm wordt geplaatst, wordt tot de familie Gnathorhynchidae gerekend. De wetenschappelijke naam van de soort werd voor het eerst geldig gepubliceerd in 1947 door Karling.